# فورت ستوكتون
فورت ستوكتون (بالإنجليزية: Fort Stockton, Texas)‏ هي مدينة تقع بولاية تكساس في شمال شرق الولايات المتحدة. تبلغ مساحة هذه المدينة 13.3 (كم²)، وترتفع عن سطح البحر 906 م، بلغ عدد سكانها 8535 نسمة في عام 2010 حسب إحصاء مكتب تعداد الولايات المتحدة وتصل الكثافة السكانية فيها 591.3 نسمة/كم2.

## التركيبة السكانية
حدّد مكتب تعداد الولايات المتحدة بيانات التركيبة السكانية لفورت ستوكتون في تعداد الولايات المتحدة. في ما يلي، التركيبة السكانية حسب تعدادي 2000 و2010.

### تعداد عام 2000
بلغ عدد سكان فورت ستوكتون 7,846 نسمة بحسب تعداد عام 2000، وبلغ عدد الأسر 2,790 أسرة وعدد العائلات 2,106 عائلة مقيمة في المدينة. في حين سجلت الكثافة السكانية 546 نسمة لكل كيلومتر مربع (1,414.1/ميل2). وبلغ عدد الوحدات السكنية 3,189 وحدة بمتوسط كثافة قدره 221.9 لكل كيلومتر مربع (574.7/ميل2).
وتوزع التركيب العرقي للمدينة بنسبة 70.06% من البيض و0.89% من الأمريكيين الأفارقة و0.57% من الأمريكيين الأصليين و0.76% من الأمريكيين ذوي الأصول الآسيوية و0.01% من سكان جزر المحيط الهادئ و25.16% من الأعراق الأخرى و2.54% من عرقين مختلطين أو أكثر و69.87% من الهسبانيون أو اللاتينيون من أي عرق.
بلغ عدد الأسر 2,790 أسرة كانت نسبة 44.7% منها لديها أطفال تحت سن الثامنة عشر تعيش معهم، وبلغت نسبة الأزواج القاطنين مع بعضهم البعض 58.1% من أصل المجموع الكلي للأسر، ونسبة 13.3% من الأسر كان لديها معيلات من الإناث دون وجود شريك،  بينما كانت نسبة 4.2% من الأسر لديها معيلون من الذكور دون وجود شريكة وكانت نسبة 24.5% من غير العائلات. تألفت نسبة 21.7% من أصل جميع الأسر من عدة أفراد يعيشون في نفس المنزل ونسبة 9.6% كانت تتألف من شخص يعيش بمفرده يبلغ من العمر 65 عاماً أو أكثر. وبلغ متوسط حجم الأسرة المعيشية 2.78، أما متوسط حجم العائلات فبلغ 3.25.
بلغ العمر الوسطي للسكان 32.9 عاماً. وكانت نسبة 30% من القاطنين تحت سن الثامنة عشر، وكانت نسبة 9.9% بين الثامنة عشر والرابعة والعشرين عاماً، ونسبة 25.5% كانت واقعةً في الفئة العمرية ما بين الخامسة والعشرين والرابعة والأربعين عاماً، ونسبة 20.5% كانت ما بين الخامسة والأربعين والرابعة والستين، ونسبة 12.8% كانت ضمن فئة الخامسة والستين عاماً فما فوق. يوجد لكل 100 أنثى 92.2 ذكر، ويوجد لكل 100 أنثى في الثامنة عشر من عمرها فما فوق 90.1 ذكر.
بلغ متوسط دخل الأسرة في المدينة 27,713 دولارًا، أما متوسط دخل العائلة فبلغ 30,941 دولارًا. وكان متوسط دخل الذكور 25,735 دولارًا مقابل 17,885 دولارًا للإناث. وسجل دخل الفرد الخاص بالمدينة 12,834 دولارًا. وكانت نسبة 19.7% من العائلات ونسبة 22.3% من السكان تحت خط الفقر، وكان من هؤلاء نسبة 31.2% تحت سن الثامنة عشر ونسبة 17.7% في الخامسة والستين من العمر وما فوق.

### تعداد عام 2010
بلغ عدد سكان فورت ستوكتون 8,283 نسمة بحسب تعداد عام 2010، وبلغ عدد الأسر 2,812 أسرة وعدد العائلات 2,030 عائلة مقيمة في المدينة. في حين سجلت الكثافة السكانية 576.4 نسمة لكل كيلومتر مربع (1,492.9/ميل2). وبلغ عدد الوحدات السكنية 3,115 وحدة بمتوسط كثافة قدره 216.8 لكل كيلومتر مربع (561.5/ميل2).
وتوزع التركيب العرقي للمدينة بنسبة 79.36% من البيض و2.10% من الأمريكيين الأفارقة و0.71% من الأمريكيين الأصليين و0.83% من الأمريكيين ذوي الأصول الآسيوية و0.04% من سكان جزر المحيط الهادئ و14.78% من الأعراق الأخرى و2.19% من عرقين مختلطين أو أكثر و73.68% من الهسبانيون أو اللاتينيون من أي عرق.
بلغ عدد الأسر 2,812 أسرة كانت نسبة 39.4% منها لديها أطفال تحت سن الثامنة عشر تعيش معهم، وبلغت نسبة الأزواج القاطنين مع بعضهم البعض 50.4% من أصل المجموع الكلي للأسر، ونسبة 15.6% من الأسر كان لديها معيلات من الإناث دون وجود شريك،  بينما كانت نسبة 6.2% من الأسر لديها معيلون من الذكور دون وجود شريكة وكانت نسبة 27.8% من غير العائلات. تألفت نسبة 24.5% من أصل جميع الأسر من عدة أفراد يعيشون في نفس المنزل ونسبة 10.6% كانت تتألف من شخص يعيش بمفرده يبلغ من العمر 65 عاماً أو أكثر. وبلغ متوسط حجم الأسرة المعيشية 2.71، أما متوسط حجم العائلات فبلغ 3.21.
بلغ العمر الوسطي للسكان 34.1 عاماً. وكانت نسبة 26.2% من القاطنين تحت سن الثامنة عشر، وكانت نسبة 11% بين الثامنة عشر والرابعة والعشرين عاماً، ونسبة 26.7% كانت واقعةً في الفئة العمرية ما بين الخامسة والعشرين والرابعة والأربعين عاماً، ونسبة 22.4% كانت ما بين الخامسة والأربعين والرابعة والستين، ونسبة 13.7% كانت ضمن فئة الخامسة والستين عاماً فما فوق. وتوزع التركيب الجنسي للسكان بنسبة 52.7% ذكور و47.3% إناث.

## أعلام
- بيل غريفز
- تيري هوفمان

## وصلات خارجية
- The US50 - Cities and Towns in Texas State